# Pobershau
Pobershau – dzielnica miasta Marienberg w Niemczech, w kraju związkowym Saksonia, w okręgu administracyjnym Chemnitz, w powiecie Erzgebirgskreis. Do 31 grudnia 2011 była to samodzielna gmina wchodząca w skład wspólnoty administracyjnej Marienberg, która dzień później została rozwiązana.